# Boertjes van Buuten
De Boertjes van Buuten (voorheen De Bietenbouwers), het laatste woord doorgaans uitgesproken als buut'n, was een KRO-huisorkest onder leiding van Jo Budie.
Vanaf 1966 tot 1972 waren de Boertjes van Buuten het orkest in het televisieprogramma Mik van de KRO. Het programma verscheen meer dan zes jaar op de televisie met: de Boertjes van Buuten onder leiding van Jo Budie, Kees Schilperoort als Gait-Jan Kruutmoes, zangeres Annie de Reuver, later opgevolgd door Annie Palmen, als Drika en Henk Jansen van Galen als Lubbert van Gortel. Na diens overlijden op 15 maart 1970 werd zijn plaats ingenomen door Ab Hofstee als Boer Voorthuizen. Ook was er de "imitator in vaste dienst" Bertus Bolknak, pseudoniem van Henk van Wijk.
Daarnaast vormden de Boertjes van Buuten het vaste huisorkest van het KRO-radioprogramma Van twaalf tot twee.